# Пољанци
Пољанци (хрв. Poljanci) су насељено место у општини Оприсавци, Бродско-посавска жупанија, Хрватска.

## Историја
До територијалне реорганизације у Хрватској били су у саставу старе општине Славонски Брод.

## Становништво
У попису становништва из 2011. године, Пољаци су имали 255 становника.
| Број становника према пописима | Број становника према пописима | Број становника према пописима | Број становника према пописима | Број становника према пописима | Број становника према пописима | Број становника према пописима | Број становника према пописима | Број становника према пописима | Број становника према пописима | Број становника према пописима | Број становника према пописима | Број становника према пописима | Број становника према пописима | Број становника према пописима | Број становника према пописима |
| ------------------------------ | ------------------------------ | ------------------------------ | ------------------------------ | ------------------------------ | ------------------------------ | ------------------------------ | ------------------------------ | ------------------------------ | ------------------------------ | ------------------------------ | ------------------------------ | ------------------------------ | ------------------------------ | ------------------------------ | ------------------------------ |
| 1857                           | 1869                           | 1880                           | 1890                           | 1900                           | 1910                           | 1921                           | 1931                           | 1948                           | 1953                           | 1961                           | 1971                           | 1981                           | 1991                           | 2001                           | 2011                           |
| 212                            | 239                            | 221                            | 239                            | 250                            | 348                            | 312                            | 313                            | 355                            | 389                            | 373                            | 346                            | 301                            | 290                            | 276                            | 255                            |

### Попис1991.
У попису становништва из 1991. године, Пољанци су имали 290 становника, следећег националног састава:
| Попис 1991.‍  | Попис 1991.‍  | Попис 1991.‍ | Попис 1991.‍ | Попис 1991.‍ |
| ------------ | ------------ | ----------- | ----------- | ----------- |
|              |              |             |             |             |
| Хрвати       | Хрвати       |             | 195         | 67,24%      |
| Срби         | Срби         |             | 65          | 22,41%      |
| Југословени  | Југословени  |             | 13          | 4,48%       |
| Црногорци    | Црногорци    |             | 1           | 0,34%       |
| неопредељени | неопредељени |             | 10          | 3,44%       |
| непознато    | непознато    |             | 6           | 2,06%       |
| укупно: 290  |              |             |             |             |

### Попис1910.
| Пољаци | Пољаци |
| --- | --- |
| језик | вера |
| укупно: 348 Хрватски 149 (42,81%) Српски 62 (17,81%) Русински 49 (14,08%) Мађарски 5 (1,43%) Италијански 1 (0,28%) Немачки 1 (0,28%) остали 81 (23,27%) | <div style="border:solid transparent;position:absolute;width:100px;line-height:0;<div style="border:solid transparent;position:absolute;width:100px;line-height:0;<div style="border:solid transparent;position:absolute;width:100px;line-height:0;<div style="border:solid transparent;position:absolute;width:100px;line-height:0; укупно: 348 Римокатолици 219 (62,93%) Православци 88 (25,28%) Гркокатолици 41 (11,78%) - (-%) |